# Desaguadero (Mendoza-San Luis)
Desaguadero es una pequeña localidad de la región cuyana de Argentina, a orillas del río Desaguadero y sobre la Ruta Nacional 7.
La mayor parte del tejido urbano se localiza sobre el departamento La Paz de la provincia de Mendoza, y otra pequeña parte, sobre el de Juan Martín de Pueyrredón, provincia de San Luis. 

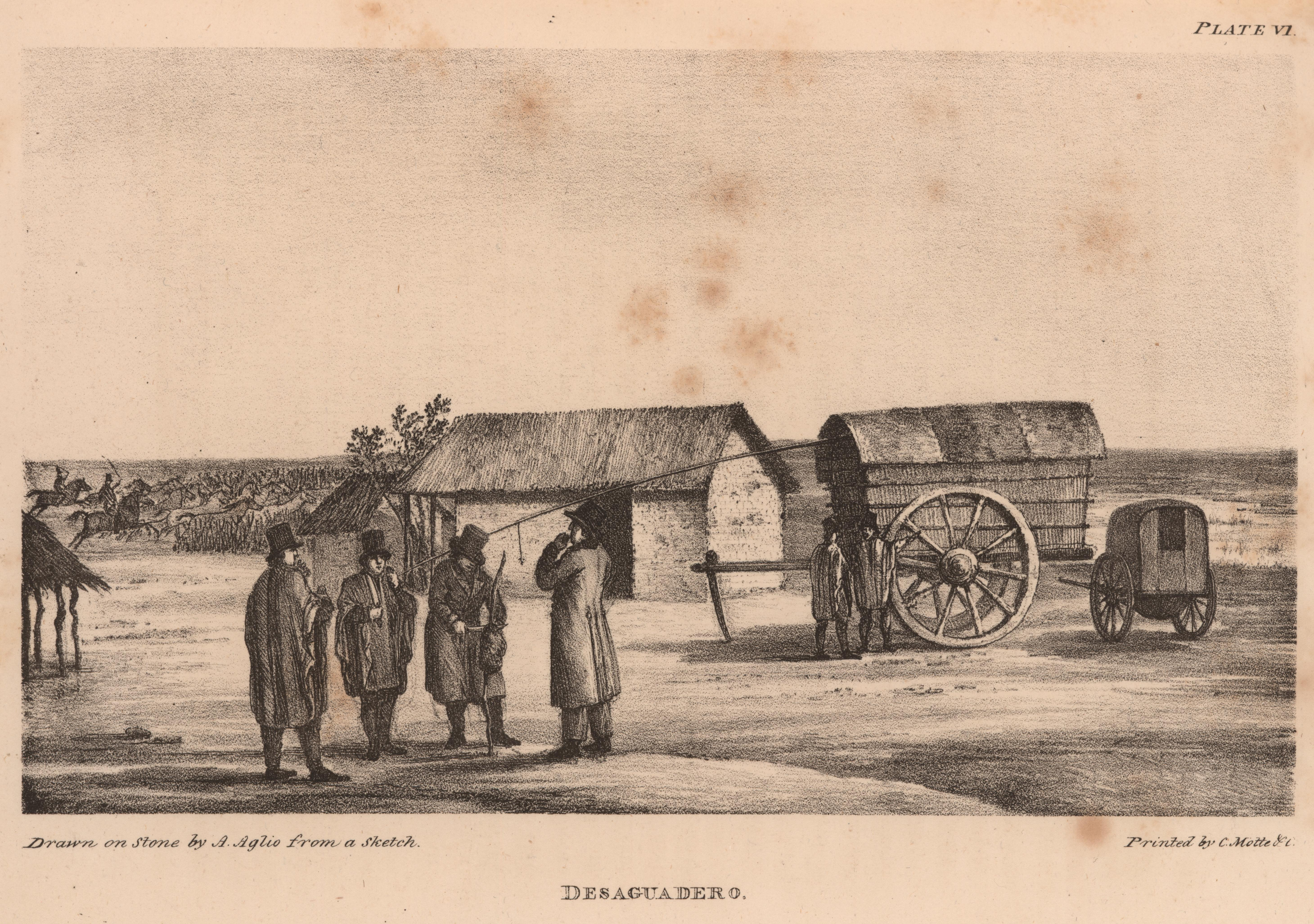
Casa de postas de Desaguadero; litografía de Aglio, 1824

## Historia
Desaguadero era una de las postas que había en el Camino Real del Oeste y por ella pasaban quienes desde Buenos Aires se dirigían a San Luis, Mendoza y Santiago de Chile. 
Peter Schmidtmeyer fue uno de los viajeros que estuvo en la localidad en la primera mitad del siglo XIX. En su libro Viaje a Chile a través de Los Andes, publicado en Londres en 1824, se refiere así a su paso por ella: «Cruzamos el desierto, que es un terreno ascendente con una extensión de cerca de cincuenta millas, sin agua alguna excepto un tenue manantial, a veces seco, a mitad de camino, y después de descender el suave declive occidental de este lugar, arribamos a la casa de posta de Desaguadero: una vivienda miserable, donde un asador de madera con un trozo de carne asada y un pintoresco recurso de los peones suplió la falta de platos. Cerca de los ranchos pasa el río con un poco de agua que en su mayor parte está cubierto con juncos y habitada por patos salvajes, gansos y cisnes...» .
Sobre la base de un boceto hecho en el lugar, el italiano Agostino Aglio hizo una litografía que ilustra este lugar, en la que, además de los viajeros que llegaron a la posta, se ve «la tropa de caballos que son conducidos al corral, donde se elegirán algunos para cubrir la próxima etapa; se hace entrar a todos para que no pierdan el hábito de andar juntos», según explica.

## Geografía

### Población
Contó con 520 habitantes (Indec, 2010), de los cuales 424 corresponden a Mendoza, y 96 a San Luis. En el censo anterior contaba con 619 habitantes (Indec, 2001) en total.
Según el censo 2022 la población total del municipio fue de 403 personas. En tanto, el número de viviendas registradas fue de 111.Esto le valió ser el municipio más pequeño y el que más decrece.

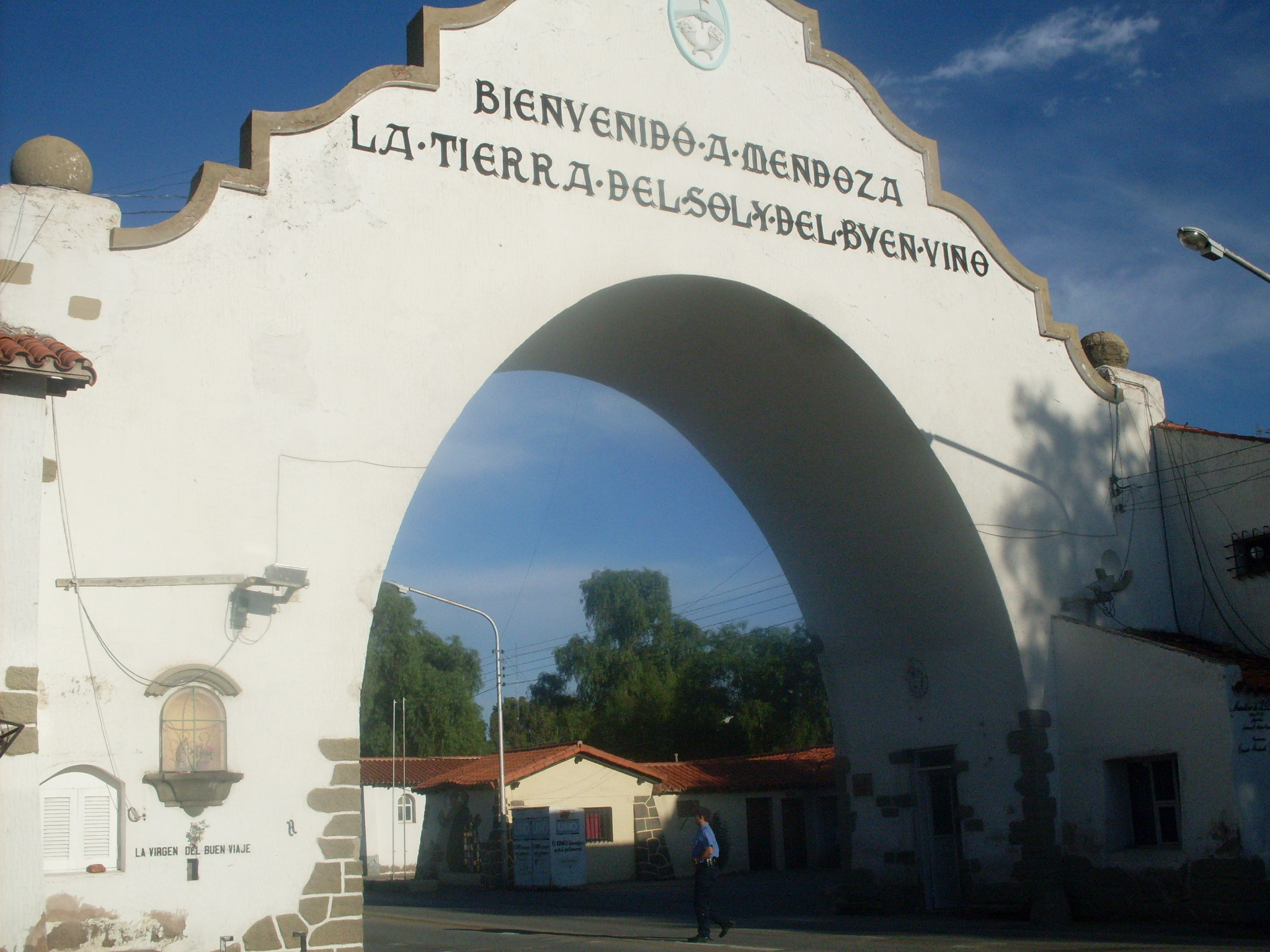
Ingreso a la provincia de Mendoza a través de la RN 7.

### Clima
Debido a su ubicación geográfica y continentalidad el clima de la localidad de Desaguadero se presenta con una importante amplitud térmica. En verano, los mediodías son muy calurosos con máximas que superan los 40 °C e inviernos intensamente fríos con temperaturas mínimas absolutas que bajan hasta los -15 °C. Regularmente en los meses de junio julio y agosto se presentan varios días con registros por debajo de los -7 °C.[cita requerida]

### Sismicidad
La sismicidad del área de Cuyo (centro oeste de Argentina) es frecuente y de intensidad baja, y un silencio sísmico de terremotos medios a graves cada 20 años.
Sismo de 1861aunque dicha actividad geológica catastrófica, ocurre desde épocas prehistóricas, el terremoto del 20 de marzo de 1861 (163 años) señaló un hito importante dentro de la historia de eventos sísmicos argentinos ya que fue el más fuerte registrado y documentado en el país. A partir del mismo la política de los sucesivos gobiernos mendocinos y municipales han ido extremando cuidados y restringiendo los códigos de construcción. Y con el terremoto de San Juan de 1944 del 15 de enero de 1944 (81 años) el gobierno sanjuanino tomó estado de la enorme gravedad sísmica de la región.
Sismo del sur de Mendoza de 1929muy grave, y al no haber desarrollado ninguna medida preventiva, mató a 30 habitantes
Sismo de 1985fue otro episodio grave, de 9 segundos de duración, llegó a derrumbar el viejo Hospital del Carmen (Godoy Cruz).